# Кривогаштани (община)
Община Кривогаштани (мак. Општина Кривогаштани) — община в Північній Македонії. Адміністративний центр — село Кривогаштани. Розташована ближче до центру Македонії, Пелагонійський статистично-економічний регіон, з населенням 6 150 мешканців, які проживають на площі — 93,57 км².